# Lockheed Martin
Lockheed Martin Corporation är ett amerikanskt multinationellt tillverkningsföretag som verkar inom flyg-, försvars- och rymdindustrin. Hälften av dess försäljning går till USA:s försvarsdepartement och stora andelar går även till USA:s energidepartement och rymdstyrelsen NASA.
Företaget som är noterat på New York Stock Exchange har sitt säte i Bethesda, Maryland, med ett 500-tal utvecklings- och produktionsanläggningar i USA, Kanada och Storbritannien. Det totala antalet anställda är omkring 121 000 för året 2024.

## Historik
Företaget bildades den 15 mars 1995 genom en sammanslagning av flygplanstillverkarna Lockheed Corporation och Martin Marietta Corporation.
Lockheed Martin tillverkar inte längre passagerarflygplan, och sista modellen var Tristar som konkurrerade med DC-10.
Ett mycket känt plan är Lockheed Martin C-130 Hercules som bland annat köpts av Flygvapnet och som stationerats vid F 7 Såtenäs. I Flygvapnet fick C-130 modellnamnet Tp 84. Lockheed Martin är också bolaget som tillverkar stealthplanen F-22 Raptor och F-35 Lightning II.
Lockheed Martin är världens största leverantör av försvarsmaterial bestående av exempelvis robotvapen, radarsystem, raketramper, satelliter och diverse ammunition.

## Lockheedsfären

### Dotterbolag
- Lockheed Martin Aeronautics
- Lockheed Martin Missiles and Fire Control
- Lockheed Martin Rotary and Mission Systems
  - Sikorsky
- Lockheed Martin Space

### Samägda bolag
- United Launch Alliance (tillsammans med Boeing)

## Produktgalleri

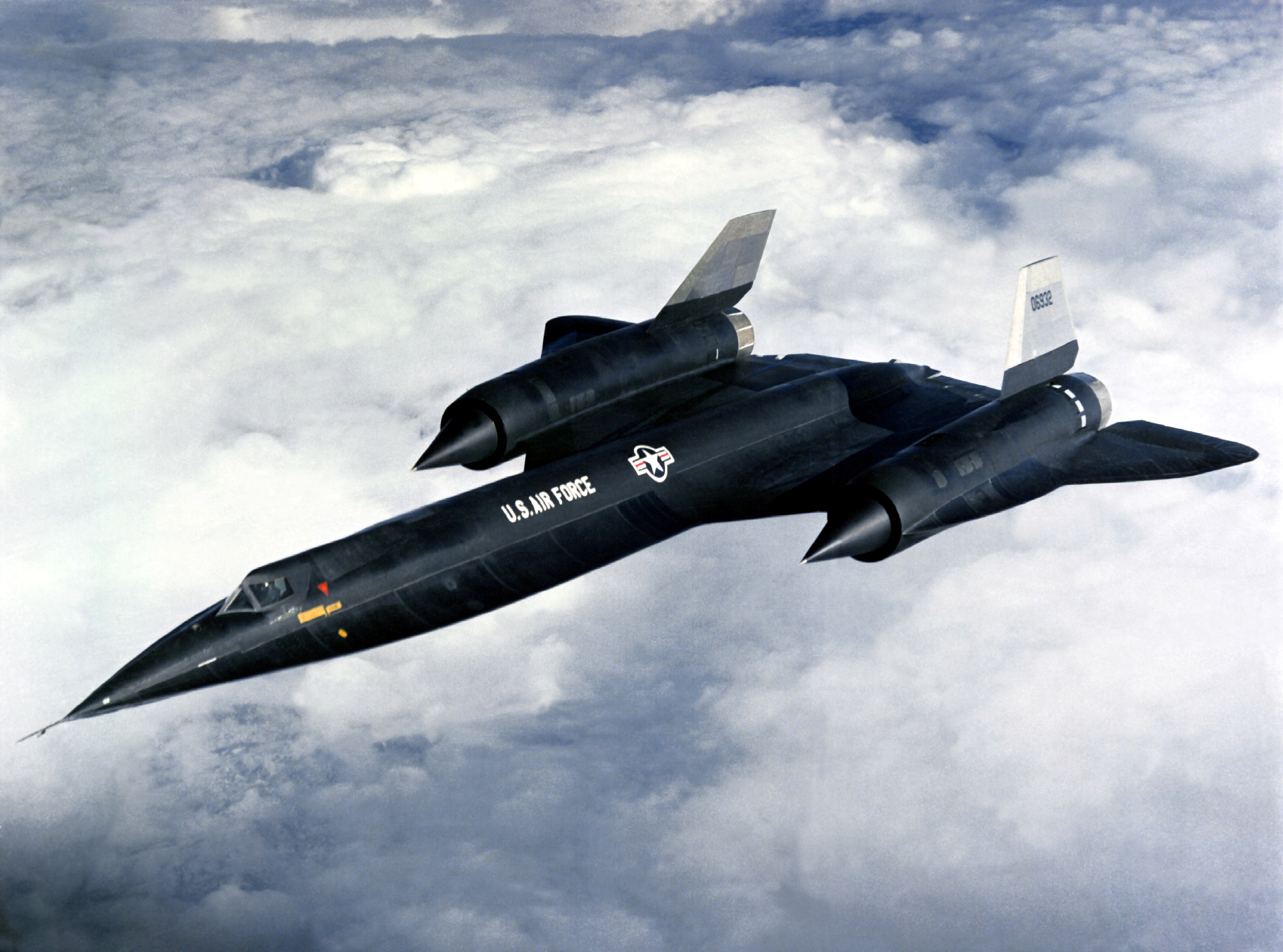
Lockheed A-12
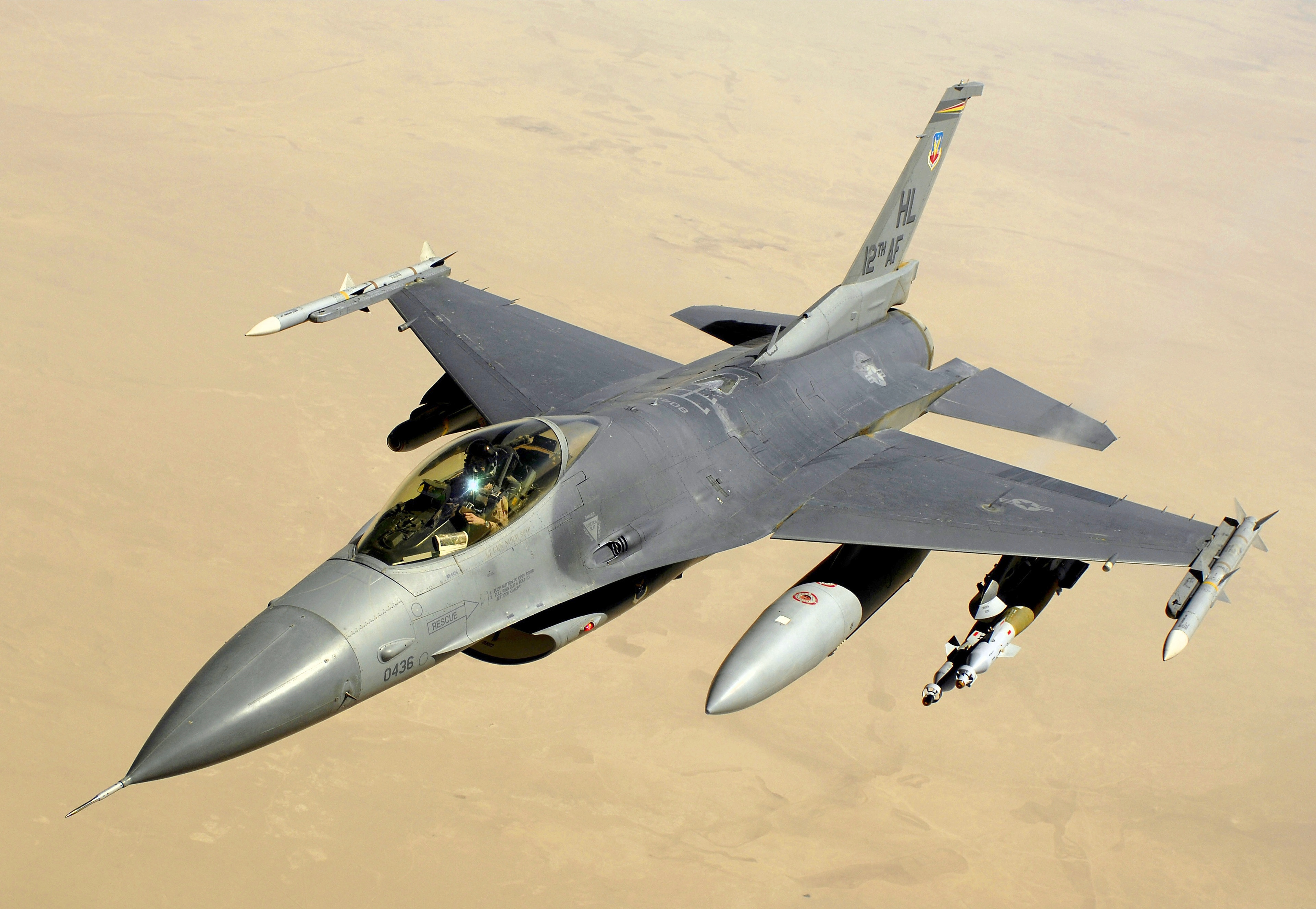
F-16 Fighting Falcon
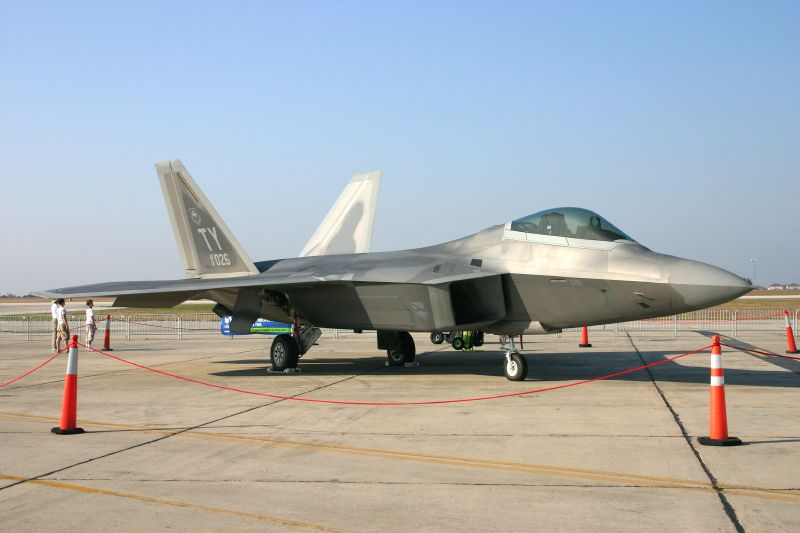
F-22 Raptor
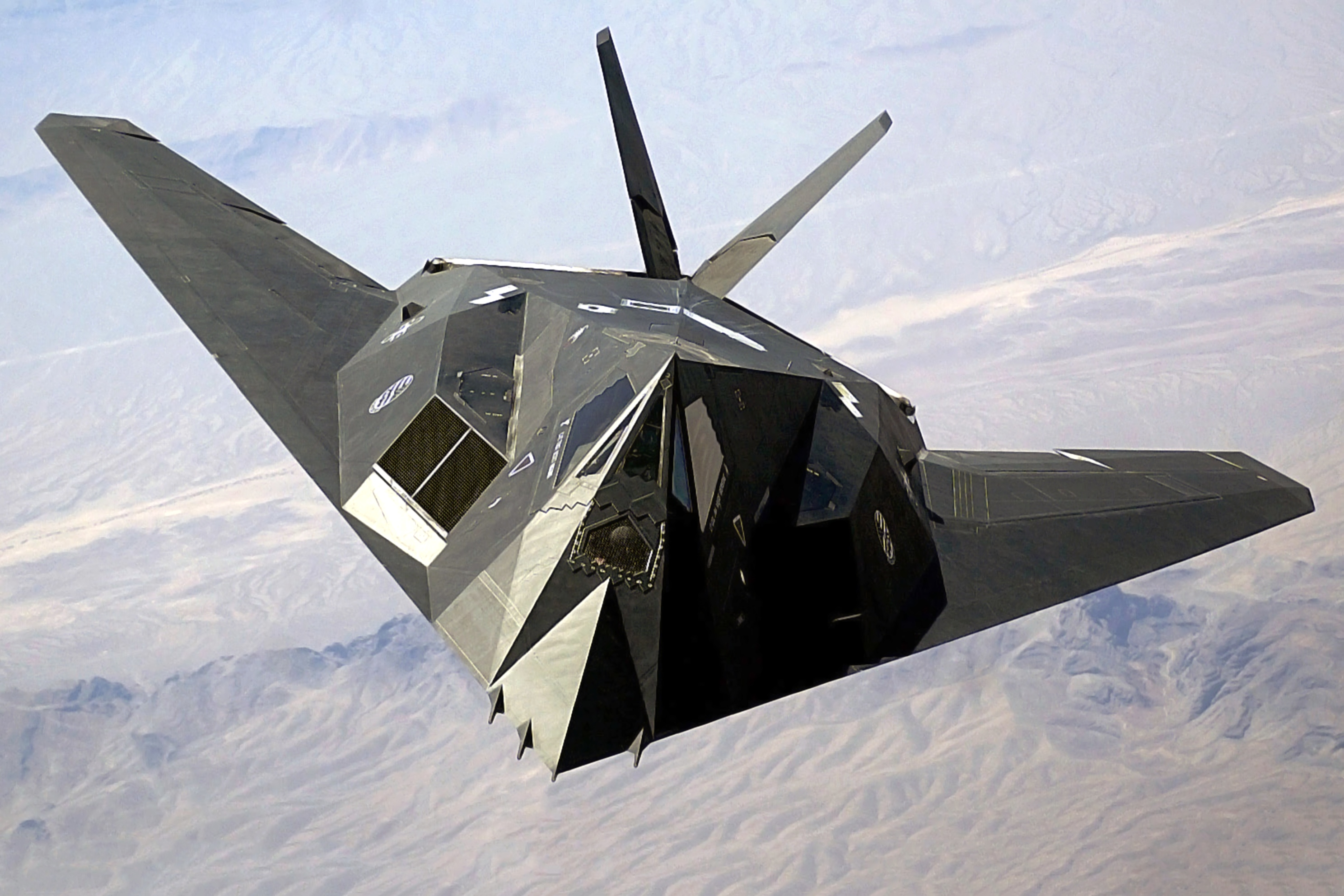
F-117 Nighthawk
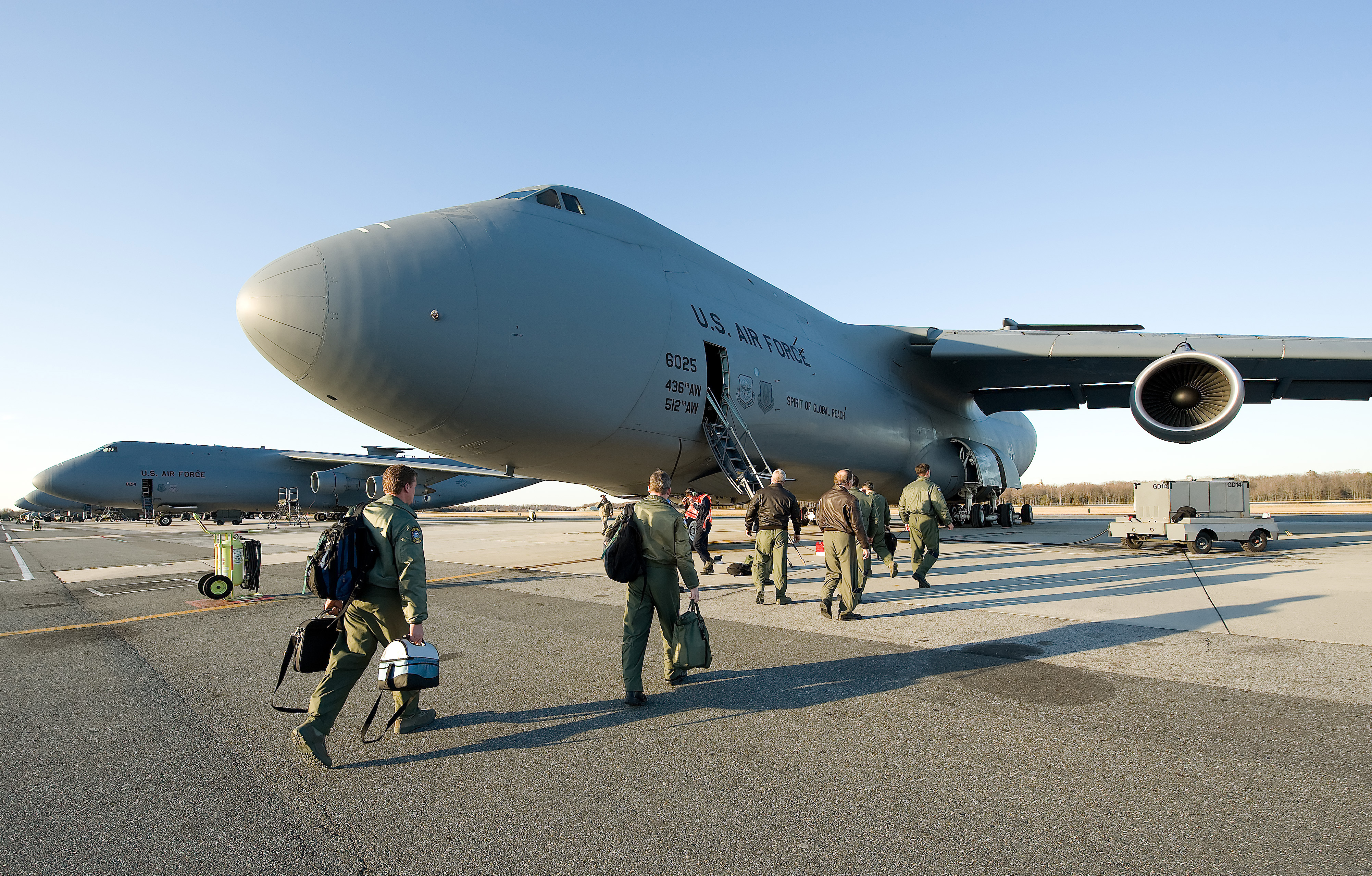
Lockheed C-5 Galaxy
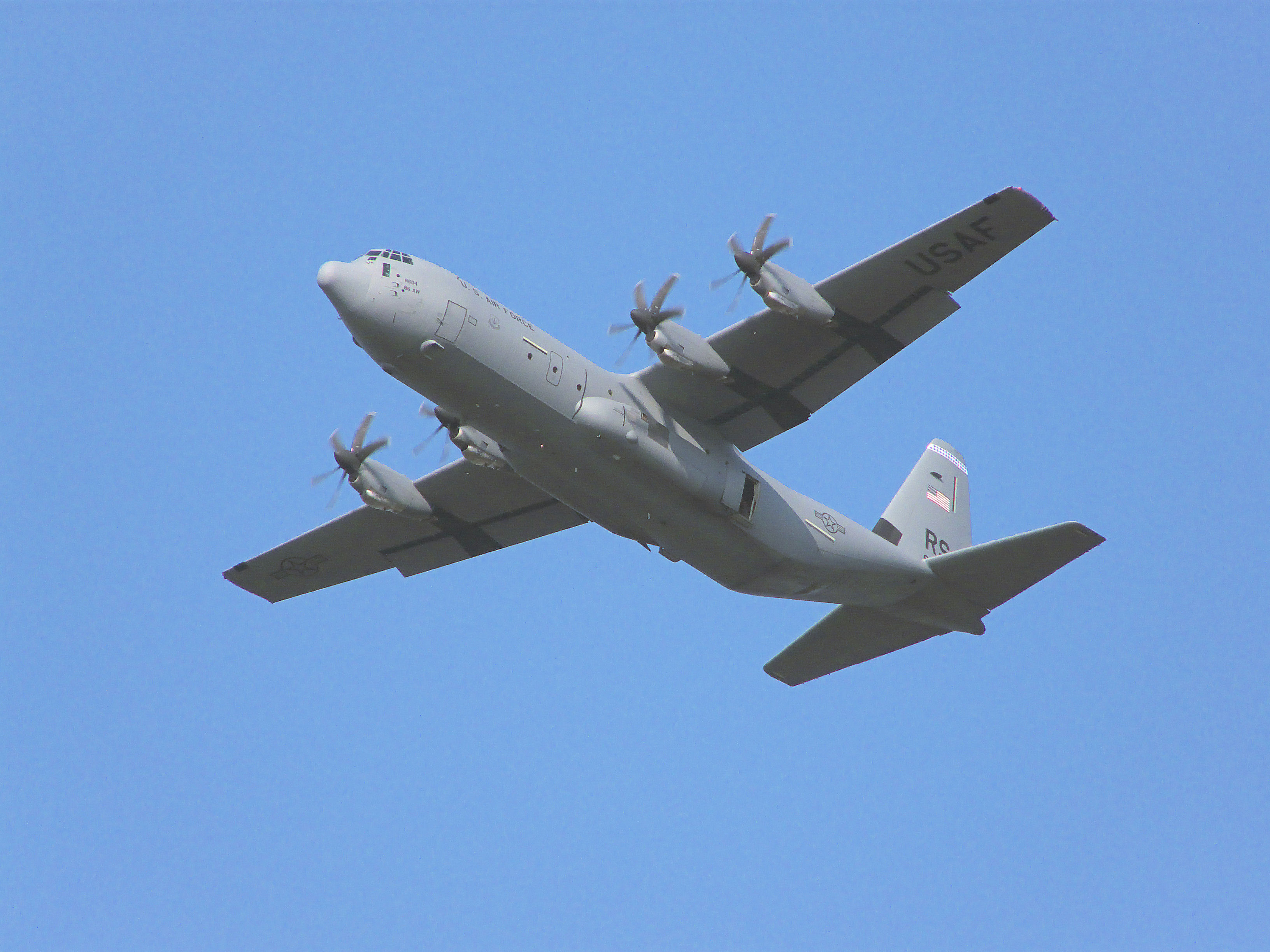
Lockheed C-130 Hercules
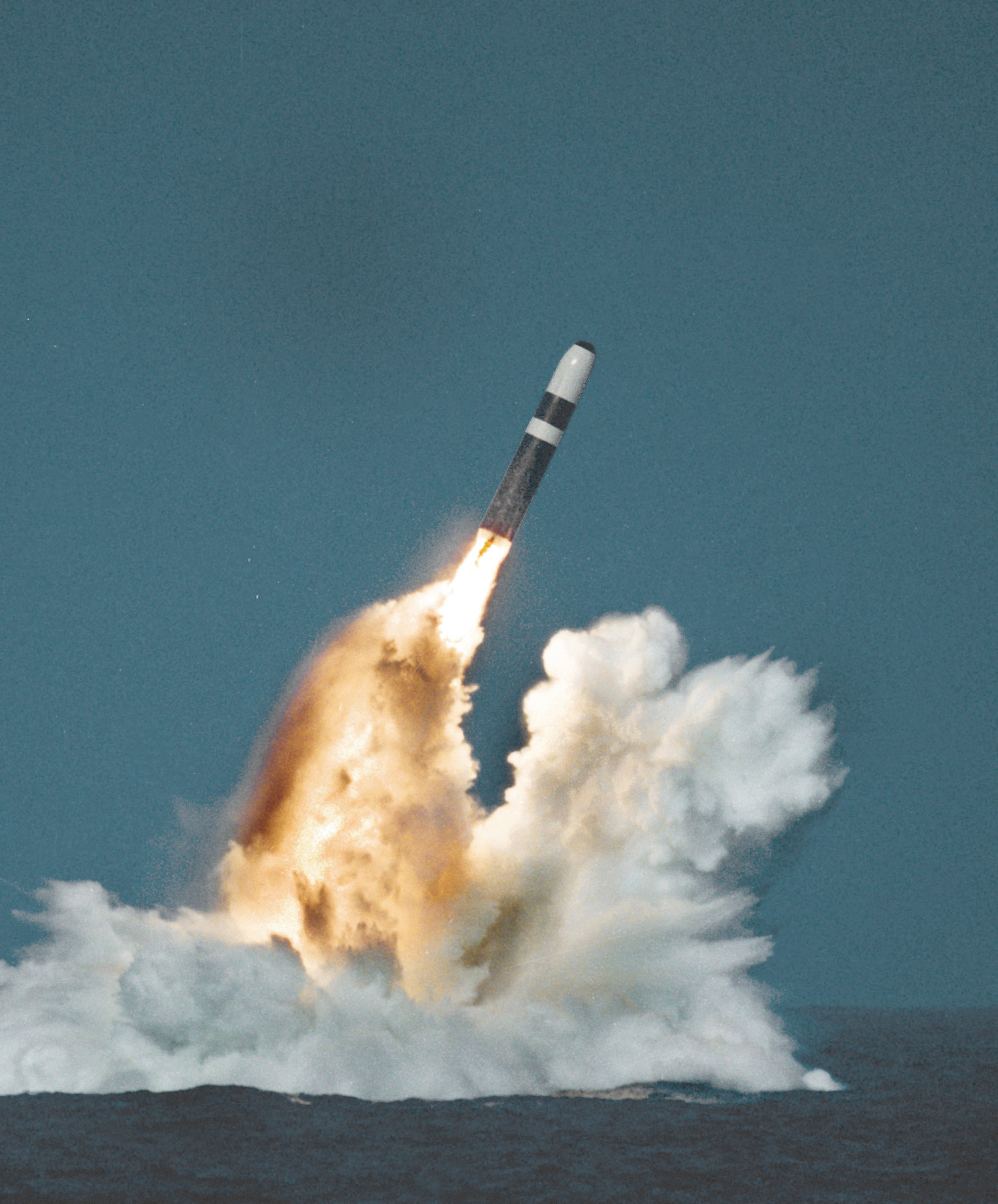
En UGM-133 Trident II som avfyras från en ubåt.

## Ledare

### Styrelseordförande
- Daniel M. Tellep, 1995–1996
- Norman R. Augustine, 1996–1997
- Vance D. Coffman, 1997–2005
- Robert J. Stevens, 2005–2014
- Marillyn A. Hewson, 2014–2021
- James D. Taiclet, 2021–

### Verkställande direktörer
- Daniel M. Tellep, 1995–1996
- Norman R. Augustine, 1996–1997
- Vance D. Coffman, 1997–2004
- Robert J. Stevens, 2004–2013
- Marillyn A. Hewson, 2013–2020
- James D. Taiclet, 2020–